# The Russell Howard Hour
The Russell Howard Hour er et britisk aktualitets-komedie-nyhedsshow, som sendes på Sky Max (tidligere Sky One)[kilde mangler]. Værten er Russell Howard, som giver sine tanker og meninger om aktuelle emner samt invitere særlige gæster og andre stand-up komikere. Showet er i samme stil som hans tidligere show, Russell Howard's Good News, som blev sendt på BBC Three og derefter BBC Two fra 2009 til 2015.[kilde mangler]